# Psychotria suffruticosa
Psychotria suffruticosa är en måreväxtart som beskrevs av Johannes Müller Argoviensis. Psychotria suffruticosa ingår i släktet Psychotria och familjen måreväxter. Inga underarter finns listade i Catalogue of Life.